# Ion Antonescu
Pour les articles homonymes, voir Antonescu.
Ion Antonescu , né à Pitești le 15 juin 1882 et mort le 1er juin 1946 à Jilava, est un militaire et dictateur roumain.
Pendant la Seconde Guerre mondiale, de 1940 à 1944, il est chef du gouvernement roumain avec les titres, officiel de « chef de l'État du royaume de Roumanie » et officieux, mais couramment employés, de Conducător (« guide ») et de « Pétain roumain ». Sans être fasciste à l'italienne ou nazi à l'allemande, il est un dictateur classé à l'extrême droite de l'échiquier politique, antisémite, anticommuniste, anti-tsiganiste, nationaliste et chrétien. Il place la Roumanie dans l'Axe, engage son armée contre l'URSS sur le front de l'Est, lui ordonne de se livrer à des crimes contre l'humanité et déclare face aux protestataires « Peu m'importe si l'Histoire nous considère comme des barbares tant que c'est parmi les vainqueurs ».
Sous son autorité, ce sont les ambassadeurs allemands successifs Wilhelm Fabricius (de) et Manfred von Killinger qui gouvernent de fait la Roumanie, devenue un État satellite du Troisième Reich et son principal fournisseur de pétrole. Destitué lors du passage de la Roumanie du côté allié, Ion Antonescu est livré à l'URSS à la demande de Joseph Staline puis, après un an de détention, ramené en Roumanie où il est jugé, condamné à mort et fusillé pour crimes de guerre.

## Biographie

### Enfance
Né dans la ville de Pitești, au nord-ouest de Bucarest, dans une famille de la classe moyenne, Ion Antonescu est très proche de sa mère, Liţa Baranga. Son père, officier, l'envoie à l'école d'infanterie et de cavalerie de Craiova. Pendant son enfance, ses parents divorcent et son père épouse une femme d'origine juive, Frieda Cupferman, avec laquelle Ion Antonescu entretient de mauvaises relations, ce qui a été a posteriori interprété comme une possible racine de son antisémitisme.

### Carrière militaire
Après l'École militaire de Bucarest, Antonescu devient officier de l'armée de terre pendant la deuxième guerre balkanique où la Roumanie attaque la Bulgarie pour lui ravir une partie de son territoire, et pendant la Première Guerre mondiale, où la Roumanie combat aux côtés des Alliés. Il s'y distingue par son courage au combat, son énergie et son sens de la logistique. Il devient alors chef de la section « opérations » du Grand quartier général. Il se distingue de nouveau dans la guerre contre la Hongrie communiste et participe en 1919 à l'occupation de Budapest. Devenu lieutenant-colonel, il est décoré de la plus grande distinction roumaine de guerre, l'ordre Michel le Brave IIIe classe (décret royal no 5454/31 décembre 1919).
Entre 1922 et 1926, il est attaché militaire à Paris, puis à Londres. Il est ensuite commandant de l'École supérieure de Guerre (1927-1930), puis chef du Grand État-Major (1933-1934). Le 25 décembre 1937, il est promu général de division et, trois jours plus tard, ministre de la Guerre dans le « gouvernement de 44 jours » d'Octavian Goga, qui inaugure en Roumanie les premières mesures discriminatoires contre les Juifs.
Le roi Carol II (ou Charles II) décide alors d'imposer sa « dictature carliste » et de lutter par les armes contre l'extrême droite, incarnée par la Garde de fer, groupe paramilitaire inspiré par l'intégrisme chrétien, les thèses maurrassiennes et le fascisme italien, violemment antisémite et dont le nom officiel est « Mouvement légionnaire ». Ion Antonescu se pose en défenseur des « légionnaires » et adresse au roi un mémoire vexatoire, ce qui lui vaut d'être aussitôt destitué disciplinairement et assigné à résidence au monastère de Bistrița, dans les Carpates. Au début de la Seconde Guerre mondiale, le régime carliste, pro-allié, reste neutre. Le 13 mai 1939, la France et le Royaume-Uni garantissent les frontières roumaines.
En septembre 1939, alors que la Pologne, conformément au pacte germano-soviétique, est envahie par l'Allemagne et par l'URSS, la Roumanie accueille les troupes polonaises survivantes (environ 85 000 hommes), le gouvernement et le Trésor polonais. Vingt-six navires du Service maritime roumain et la flotte roumaine les transportent jusqu'à Alexandrie, en Égypte, où les Britanniques les intègrent dans leurs troupes.
Avec l'effondrement de la France et les Britanniques qui battent retraite en juin 1940, la Roumanie, considérée comme hostile à l'Axe, est dépecée par l'Allemagne nazie et ses alliés. Joseph Staline, soutenu par Adolf Hitler, adresse un ultimatum au gouvernement roumain pour qu'il lui cède une part de son territoire. L'URSS occupe et annexe alors, en juin 1940, la Bessarabie, le territoire de Herţa et le Nord de la Bucovine. La Hongrie et la Bulgarie annexent respectivement la Transylvanie du Nord et la Dobroudja du Sud en août 1940. La Roumanie perd ainsi, sans s'être défendue, 40 % de son territoire durant l'été 1940 et devient un État satellite du Troisième Reich, qui s'en approprie les ressources pétrolières et minières en évinçant les investisseurs anglo-saxons et français,,. C'est la fin de la « Grande Roumanie », constituée à l'issue de la Première Guerre mondiale. La première perte, en 48 heures, a été celle de la Bessarabie et de la Bucovine du Nord, fin juin 1940. Dans sa retraite chaotique à la suite de l'ultimatum soviétique, l'armée roumaine abandonna son matériel à l'armée rouge ; elle eut ses premiers morts de la guerre à Hertsa. Des exactions eurent lieu contre la population moldave. Ce traumatisme, s'ajoutant à celui d'avoir vu s'effondrer l'allié polonais l'année précédente, poussa Ion Gigurtu (président du Conseil des ministres entre 4 juillet - 4 septembre 1940, qui ignorait l'existence du protocole secret du pacte Hitler-Staline) à déclarer son adhésion à la politique de l'Axe : selon lui « la Roumanie doit faire des sacrifices territoriaux pour justifier son orientation nationale-socialiste et son adhésion totale à l'Axe »,. Fin août 1940, Gigurtu convoqué par Hitler consent au second arbitrage de Vienne,,. Le lendemain, le caricaturiste Dem publia dans le journal Curentul un dessin de deux chiens, l'un ayant la tête de Gigurtu et léchant la crotte d'un autre chien ayant la tête d'Hitler..

### Antonescu au pouvoir

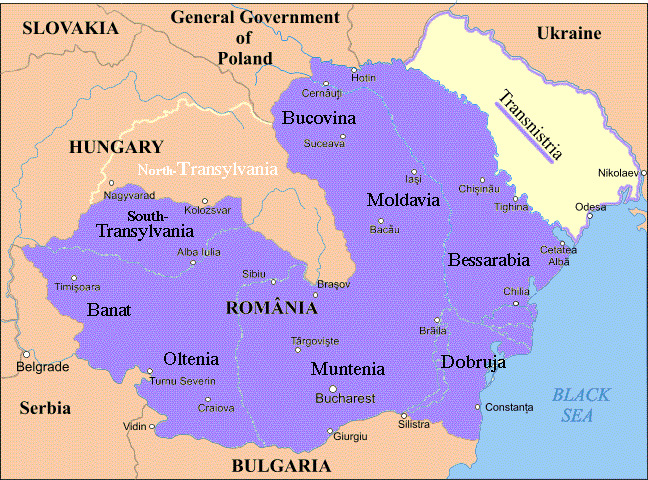
Frontières de la Roumanie entre 1941 et 1944, avec la Transnistrie à l'est.

Dès le 4 juillet 1940, à la suite de la défaite de la France, principal soutien géopolitique de la Roumanie, le gouvernement d'Ion Gigurtu met fin au carlisme et libère Antonescu. Après la débandade des autorités roumaines de Bessarabie et les atrocités soviétiques contre les autochtones moldaves, le roi Carol II, totalement déconsidéré et conspué par l'opinion, nomme Ion Antonescu président du Conseil des ministres le 5 septembre 1940, sous la pression de Horia Sima, chef de la Garde de fer qui se livre à des attentats et des assassinats ciblés visant les démocrates, les francs-maçons, les juifs, les partis de gauche, les banquiers et les proches du roi,,.
Le lendemain de sa nomination, le 6 septembre 1940, Ion Antonescu et son vice-président du Conseil, Horia Sima, organisent un coup d'État par lequel ils forcent le roi, Carol II, à abdiquer et à quitter le pays (pour le Portugal). Ils proclament alors un nouveau régime, d'inspiration fasciste, qu'ils appellent « État national-légionnaire ». Le 16 septembre 1940, Ion Antonescu s'auto-promeut général de corps d'armée. Le 8 octobre 1940, la Wehrmacht franchit la frontière roumaine avec l'aval d'Ion Antonescu, ce qui suscite les premiers mouvements de résistance roumains. Horia Sima et Mihai Antonescu (sans lien de parenté) sont vice-présidents du Conseil, mais Ion Antonescu accapare les ministères-clé (Justice, Affaires étrangères, Défense) et les services d'espionnage, où il nomme un anti-légionnaire, Eugen Cristescu (en). Il ne laisse aux « Légionnaires » de la Garde de fer que les ministères et les fonctions secondaires. Les relations entre les partenaires de l'« État national-légionnaire » sont donc tendues.

### Relations avec l'Allemagne nazie
Dans un premier temps, Ion Antonescu associe au pouvoir la Garde de fer et promulgue des lois antisémites. Il laisse les « Légionnaires » assassiner des intellectuels et d'anciens élus des partis démocrates, et perpétrer des pogroms, que Carol II avait empêchés. Mais, au fil des semaines, le partenariat entre les Légionnaires et Ion Antonescu se détériore. Bien qu'admirant le régime nazi, la Garde de fer demeure nationaliste roumaine, et surtout chrétienne. Comme les phalangistes de l'Espagne franquiste, les Légionnaires répugnent à mettre leur pays au service des intérêts allemands, alors qu'Ion Antonescu, voyant l'Allemagne gagner sur tous les fronts et sachant en quel mépris les nazis tenaient les races non germaniques, pense qu'il n'y a aucun avenir pour la Roumanie hors de l'orbite allemande. Seuls l'antisémitisme et l'anticommunisme rapprochent les deux partenaires, et finalement la Garde de fer tente de renverser Ion Antonescu le 21 janvier 1941. Hitler, qui ne considère pas les « Légionnaires » comme fiables, choisit d'apporter son soutien à la dictature militaire d'Ion Antonescu, qui fait emprisonner les « Légionnaires », notamment leur chef, Horia Sima. Ion Antonescu opte alors pour une alliance avec l'Allemagne nazie, déclarant que son intention est de reprendre les territoires cédés peu auparavant, et considère comme inévitable une guerre avec la Hongrie au sujet de la Transylvanie.
Lorsque l'Allemagne nazie attaque l'URSS, Ion Antonescu fait le choix d'entrer en guerre aux côtés des Allemands pour récupérer la Bessarabie. Une fois celle-ci reprise, il envoie l'armée roumaine en Ukraine et accepte de l'Allemagne, « en échange » des territoires cédés à la Hongrie et à la Bulgarie, une partie de la Podolie ukrainienne avec Odessa, territoire alors appelé « Transnistrie », qui devient une « Sibérie roumaine » où le régime déporte et tue Juifs, Roms, homosexuels, francs-maçons et opposants politiques. Le nombre des victimes sera estimé, au procès d'Ion Antonescu, à 400 000. Mais, en février 1943, l'armée roumaine est décimée à Stalingrad et doit battre en retraite aux côtés de son allié allemand. La Roumanie perd, au cours de cette campagne, plus de 220 000 hommes (120 000 morts, 80 000 prisonniers détenus au Goulag et 18 000 enrôlés dans les divisions roumaines alliées Tudor Vladimirescu et Horia-Closca-Crisan).
Jusqu'en 1942, Ion Antonescu tolère que l'organisation Aliya d'Eugen Meissner et Samuel Leibovici organise l'émigration des Juifs vers la Palestine mandataire, avec comme argument que le « problème juif » sera résolu mais à condition que les émigrants n'emportent ni biens, ni numéraire. Cette politique cesse ensuite, à cause du refus britannique d'accepter l'immigration en Palestine de Juifs roumains au motif qu'ils sont « citoyens d'un pays ennemi » (d'où des épisodes sanglants comme la tragédie du Struma).
Contrairement à son homologue hongrois Miklós Horthy, le dictateur roumain a refusé de livrer les Juifs roumains aux nazis, non pour les protéger mais pour accomplir sa propre extermination notamment à Jassy, à Odessa et en Transnistrie. Les deux dictateurs ont cependant établi des priorités analogues dans leurs « solutions finales » : privés de tout droit, les juifs apatrides étaient anéantis en priorité, tandis que ceux demeurés citoyens hongrois ou roumains avaient plus de chances d'être épargnés, surtout s'ils pouvaient payer. Cependant, de très nombreux juifs étaient devenus apatrides dans les années 1938-41 pour différentes raisons : décrets d'Octavian Goga ou d'Ion Gigurtu en Roumanie, passage de territoires où ils vivaient de la Tchécoslovaquie ou de la Roumanie à la Hongrie, juifs devenus soviétiques après avoir été roumains... Si les Juifs roumains ont eu quelques protecteurs, ce ne furent pas, à l'exception de Constantin Karadja, des fonctionnaires de l'État ou de l'armée, mais des justes isolés comme Viorica Agarici (infirmière et responsable locale de la Croix-Rouge), le pharmacien Beceanu de Jassy ou Traian Popovici (maire de Cernauti). La plupart de ces justes sont restés anonymes car « Yad Vashem » était inconnu dans les pays de l'Est pendant la période communiste (1946–1990) et la plupart d'entre eux sont morts avant que les familles qu'ils avaient sauvées puissent les retrouver : seules 139 personnes ont été honorées par Israël du titre de Juste parmi les nations en Roumanie et Moldavie.

### Guerre contre l'URSS

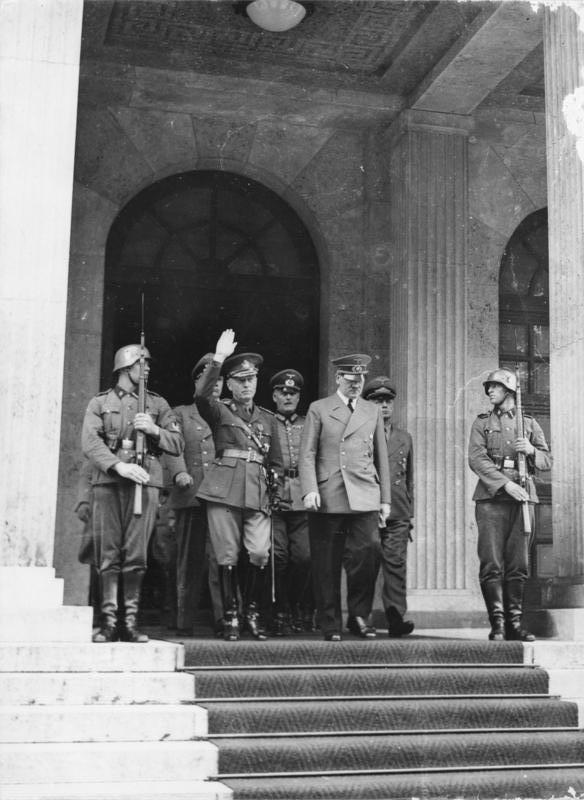
Ion Antonescu aux côtés d'Adolf Hitler, le 10 juin 1941.

Le 5 février 1941, Ion Antonescu s'autopromeut général d'armée. Le 22 juin 1941, il participe à l'offensive allemande contre l'URSS, et se nomme lui-même commandant du « groupe des armées général Antonescu ». Il est décoré par l'Allemagne de la croix de fer le 6 août 1941, avec rang de chevalier et, le 21 août suivant, il se décerne le grade de maréchal et se décore de l'ordre Michel le Brave 2e et 1re classe,.

#### «Soldats, je vous l'ordonne, traversez le Prut!»
Le 22 juin 1941, le conducător Antonescu donne l'ordre suivant : « Soldats, je vous l'ordonne, traversez le Prut ! ». Il exhorte ses soldats à mener une « guerre sacrée, anti-communiste, juste et nationale ». Les troupes roumaines traversent ainsi le Prut, reprennent la Bessarabie, puis, aux côtés de la Wehrmacht, contribuent à prendre Odessa et Sébastopol. Les Roumains prennent une part essentielle au siège d'Odessa, qui se termine le 14 octobre 1941 par le retrait de l'Armée rouge.

#### Conquérir la Crimée et Odessa «en passant»
Ion Antonescu ordonne à l'armée roumaine de conquérir la Crimée et Odessa « en passant ». Le 3 août 1941, les corps IV et V de l'armée roumaine, commandés par le général Nicolae Ciupercă (ro) traversent le Dniestr, entre Tighina et Dubăsari (« l'ordre opératif du grand état-major » no 31 du 8 août 1941). Le plan d'attaque élaboré par Antonescu en personne se révèle désastreux. Odessa est finalement occupée par les armées roumaines au prix de nombreux morts et d'importants dommages.
Le 3 septembre 1941 le général Ciupercă fait à Antonescu un rapport sur la situation de ses troupes, qui, après un mois d'avance sans approvisionnements dans un terrain hostile, doivent faire face aux attaques des partisans soviétiques. Ciupercă propose d'alléger le dispositif, de consolider l'intendance, de laisser la population ukrainienne s'auto-gérer partiellement et de se concentrer sur les plans d'attaque plus à l'Est. Ion Antonescu rejette le rapport et, le 9 septembre, le général Ciupercă est remplacé par le général Iosif Iacobici (ro), prochain chef du grand état-major (ultérieurement, le plan du général Ciupercă sera adopté discrètement, avec succès).
Parmi les méthodes instituées par Ion Antonescu pour « fouetter le moral des troupes », la directive no 113 du 14 août 1941 du cabinet militaire impose les punitions corporelles en cas de « déshonneur » (comme la fuite devant l'ennemi) ou de fautes graves (comme l'ordre de retrait donné par un sous-officier). La punition peut aller jusqu'à 25 coups de fouet en public. Cette directive entend contrer l'action des divisions roumaines alliées « Horia-Cloșca-Crișan » et « Tudor Vladimirescu », qui, par l'infiltration et la propagande, tentent de rallier les soldats roumains à la cause alliée, et ce d'autant plus facilement que le choix, pour les prisonniers faits par les Soviétiques, entre la captivité en Sibérie et l'engagement dans ces divisions roumaines alliées, a déterminé un grand nombre d'entre eux à choisir la seconde option, qui leur a permis de revenir au pays en vainqueurs. La directive no 113 visait aussi à obliger les hommes à obéir à des ordres inhumains de persécution ou d'assassinat de civils. De juin 1941 à août 1944, 86 000 hommes sont condamnés en cour martiale pour refus d’obéissance et/ou tentative de passage aux Alliés.

#### Attentat sur le quartier général roumain d'Odessa
Le 22 octobre 1941, six jours après l'entrée des troupes roumaines à Odessa, les partisans soviétiques font sauter le quartier général roumain d’Odessa. Le général Ioan Glogojanu, commandant d'Odessa, est tué, ainsi que 16 officiers, 46 sous-officiers et soldats, et quatre officiers mariniers allemands.
Les Roumains ne parviennent pas à capturer les auteurs de l'attentat. Le soir même, le maréchal Ion Antonescu, au nom du gouvernement roumain, ordonne des représailles implacables contre la population civile, spécialement les Juifs, parce que, conformément à sa propagande, « tous les Juifs sont communistes »,. Aussitôt, le nouveau commandant d'Odessa, le général Trestioreanu, annonce qu'il va prendre des mesures pour « pendre les Juifs et les communistes » sur les places publiques. Durant la nuit 5 000 Juifs sont exécutés, pendus en grappes de trois à cinq victimes à chaque lampadaire sur les boulevards d'Odessa.
À la suite de ce crime de masse, le 5 décembre 1941, les Alliés occidentaux déclarent la guerre à la Roumanie, qui n'était jusqu'alors en guerre que contre l'URSS.

#### Jusqu'à Stalingrad
Fidèle à ses engagements envers Hitler et l'Allemagne nazie, Antonescu envoie ses troupes bien au-delà de la Bessarabie, à 2 000 km vers l'est, où elles subissent aux côtés des Allemands le désastre de Stalingrad. En février 1943, l'armée roumaine, pour laquelle il n'existe aucun dispositif d'évacuation, est décimée à Stalingrad et doit se mettre en retraite aux côtés de son allié allemand, qui la laisse volontiers en arrière-garde. Elle perd, au cours de cette seule campagne, plus de 220 000 hommes (dont environ 7 000, parmi lesquels le général Mihail Lascăr (ro), se rendent volontairement aux Soviétiques pour intégrer les deux divisions roumaines alliées, « Vladimirescu » et « Horia-Cloșca-Crișan »).
Au total, 473 000 soldats roumains sont engagés contre l'Union soviétique, ce qui constitue, parmi les forces de l’Axe, le contingent le plus fourni après celui de l'Allemagne.

### Illégitimité et chute
N'ayant jamais été élu par un suffrage, ni investi par le Parlement comme son homologue français, le maréchal Pétain, Ion Antonescu ne tient sa légitimité que d'un décret royal. En mars 1941, alors qu'il s'est s'auto-proclamé le « Pétain roumain », il se fait plébisciter et obtient par la contrainte deux millions de « oui » contre 3 360 « non »,.
Cependant, sa popularité, si tant est qu'elle ait été sincère, s'effondre lorsque les deux armées roumaines, engagées sur les flancs des forces allemandes, subissent d'importantes pertes au cours de la bataille de Stalingrad. Devant l'avancée de l'Armée rouge, qui entre en Roumanie du Nord-Est en mars 1944, l'opposition à Antonescu s'organise autour d'un « Bloc national démocratique » regroupant les quatre principaux anciens partis politiques du pays, interdits mais clandestinement encore actifs.
Ion Antonescu est destitué et arrêté avec ses partisans le 23 août 1944, lors d'un coup d'État ordonné par le roi Michel Ier, en accord avec le « Conseil national de la Résistance » et les dirigeants des partis politiques (dont ceux du Parti communiste roumain, alors libérés de prison). La Roumanie, déjà partiellement occupée par l'Armée rouge depuis mars 1944, déclare la guerre à l'Allemagne et à la Hongrie le 24 août, engageant 547 000 soldats contre l'Axe, le contingent le plus fourni après ceux de l'URSS, des États-Unis et du Royaume-Uni.
Mais les Alliés attendent jusqu'au 12 septembre pour répondre à la demande d'armistice, et, durant cette période, tandis que les Roumains luttent à l'ouest contre la Wehrmacht et l'armée hongroise, l'Armée rouge se comporte toujours, à l'est, en ennemie, continuant à faire des prisonniers alors que les Roumains ont reçu l'ordre de ne pas résister. De plus, durant trois semaines, la Roumanie est bombardée alternativement par l'USAAF depuis Foggia en Italie, par la Luftwaffe depuis Szeged en Hongrie, et par l'Armée de l'air soviétique.
Ion Antonescu est assigné à résidence à Bucarest jusqu'au 6 mars 1945, lorsqu'un coup d'État communiste renverse le gouvernement issu du Conseil national de résistance. Il est ensuite transféré à Moscou à la demande des Soviétiques.

### Procès et exécution

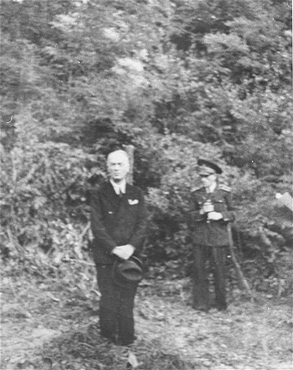
Ion Antonescu juste avant son exécution, le 1er juin 1946.

Après la fin de la Seconde Guerre mondiale, Ion Antonescu est ramené en Roumanie et traduit devant le « Tribunal du peuple » de Bucarest, qui le condamne à mort, le 17 mai 1946, pour crimes « contre la paix, contre le peuple roumain, les peuples de la Russie soviétique, les Juifs, les Roms et autres crimes de guerre ». Il est reconnu coupable d'avoir provoqué la mort de 500 000 militaires et civils, ainsi que la déportation ou l'exécution de près de 300 000 Juifs roumains ou ukrainiens et de 15 000 Roms.
Le roi Michel reçoit une demande de grâce de la part des avocats et de la mère d'Antonescu. Le roi aurait envisagé de demander aux Alliés de refaire le procès d'Antonescu en le joignant au procès de Nuremberg. Mais sous la pression du gouvernement communiste roumain, il signe le décret d'exécution.
Antonescu est fusillé aux abords de la prison de Jilava, non loin de Bucarest, le 1er juin 1946, en même temps que son homonyme Mihai Antonescu, vice-président du Conseil du royaume de Roumanie de 1941 à 1944, que le général de gendarmerie Constantin Vasiliu (ro), ex-sous-secrétaire d'État et que Gheorghe Alexianu, ex-gouverneur de Transnistrie,. Avant le tir, il lève son chapeau en criant « Vive la Roumanie ! » et ses derniers mots après le tir sont, selon le rapport officiel de la Securitate de l'époque : « Vous ne m'avez pas tué, messieurs, tirez encore ! »

## Idéologie
Ion Antonescu est un dictateur conservateur et nationaliste, après avoir longtemps vainement tenté de former un gouvernement d'union nationale rassemblant des partis démocratiques comme le Parti national paysan. Tout en menant une politique globalement xénophobe, il refuse de livrer les Juifs roumains à l'Allemagne et, bien évidemment, ne persécute pas les Allemands et les Hongrois de Roumanie, ni les minorités de tradition orthodoxe comme les Serbes, les Bulgares, les Grecs, les Gagaouzes, les Ukrainiens ou les Lipovènes.
À partir de 1935, il approuve la mise en place de mesures discriminatoires et, à partir de février 1938, de la « dictature carliste » (dictature anti-fasciste). Sa critique de la démocratie comme facteur de corruption ainsi que son titre de conducător (« guide ») ont été repris à leur compte par les communistes et par Nicolae Ceaușescu, et certains commentateurs expliquent ainsi qu'après la révolution roumaine de 1989, la démocratie et un état de droit aient été si difficiles à remettre en place. L'attaque contre l'URSS fait sortir le Parti communiste de l'expectative et lui fait rejoindre l'opposition à Antonescu.
Selon lui, sa « mission historique [était] de faire de l'ordre et de nettoyer le pays de tous les éléments étrangers et nocifs : Juifs, francs-maçons, Roms et autres parasites qui ont corrompu le peuple roumain immaculé ». Comme Adolf Hitler, il considère qu'il faut aussi se débarrasser des homosexuels, des handicapés, des suffragettes, des communistes et du système démocrate et libéral, afin de « purifier et guérir la race ». Sa réponse d'octobre 1942 à Ion Brătianu, chef du Parti libéral interdit, est explicite : « Les « youpins » ((ro) jidani), avec les Anglais et les Américains, ont dicté la paix […] que vous avez accepté […] avec cette humiliante, indigne et ignoble garantie d'accorder des droits civiques […] à ces cochons de Juifs qui ont sali le pays, compromis l'économie et la pureté de notre race […]. Vous avez causé la décadence morale de la Roumanie en capitulant devant les Juifs et les francs-maçons, par instauration d'un système démocrate-libéral, qui a accordé des droits égaux à tous, même aux femmes. »

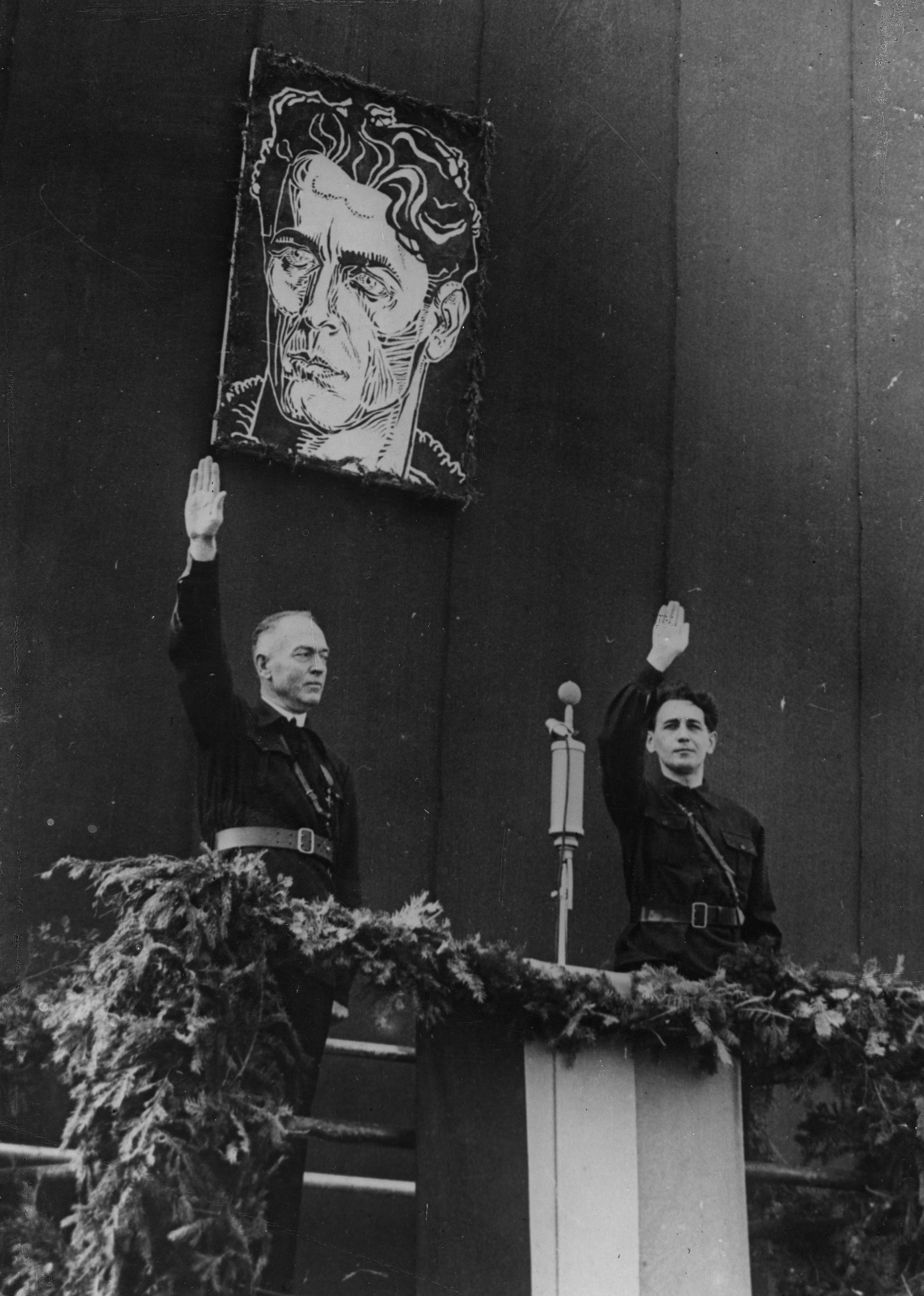
Ion Antonescu avec Horia Sima, sous le portrait de Corneliu Codreanu, en 1940.

Des chercheurs comme Dennis Deletant (en) soulignent la nécessité de remettre l'avènement du régime Antonescu dans le contexte tant chronologique de poussée de l'extrême droite nationaliste en Europe après la Grande Dépression, que géographique des particularités de la Roumanie et de son passé (qui, bien sûr, ne justifient aucun crime). Un aspect important de ces particularités est que la majorité roumaine a été, durant de longues périodes de l'histoire du pays, en position d'asservissement et de soumission politique à des pouvoirs qui lui étaient étrangers (selon les territoires, Empire grec, Empire bulgare, Empire mongol, royaume de Hongrie, Empire turc, Empire autrichien, Empire russe). La société roumaine était à la fois multiculturelle, inégalitaire au détriment de la majorité autochtone, perméable aux influences extérieures et parcourue de courants identitaires. Antonescu et son régime s'inscrivent ainsi dans ces contradictions, comme en témoignent les décisions et postures suivantes :
- Il s'affichait fermement antisémite, bien que sa première belle-famille fût juive, tout comme son ami d'enfance Wilhelm Filderman, dont la famille, aisée, avait entretenu l'enfant Antonescu et payé sa scolarité[33]. Filderman était président de la fédération des organisations juives de Roumanie. Dans un premier temps, Ion Antonescu lui permit avec l'organisation « Aliyah » dirigée, à Bucarest, par Eugen Meissner et Samuel Leibovici, d'affréter des trains à travers la Bulgarie et des bateaux à travers la mer Noire, pour conduire des Juifs roumains en Turquie, alors neutre, et de là, en Palestine[n 8], mais pour le déporter ensuite en Transnistrie. Filderman n'en réchappa que de justesse et se réfugia à Paris après la guerre.
- Il mit en œuvre la « Shoah en Roumanie », qu'Antonescu appelait « nettoyage du terrain » (Curățirea terenului)[34], mais il refusa de livrer aux nazis les Juifs roumains, même ceux arrêtés en Allemagne, tandis que l'extermination des Juifs en Transnistrie fut interrompue à la suite du désastre de Stalingrad.
- Sur le plan privé, il s'affichait conservateur, strict, et attaché aux valeurs chrétiennes, mais il fut jugé pour bigamie pour s'être marié avec Maria, née Niculescu, ex-Cimbru, ex-Fueller, sans avoir jamais divorcé de Rachel Mendel-Antonescu, mère de son fils unique, malgré les efforts de sa première belle-mère, Frida Cupferman. Il avait épousé Rachel en secret, au désespoir de sa famille et de celle de la jeune fille, qui s'étaient liguées pour briser leur idylle, ce qui a été a posteriori interprété comme une seconde possible racine de son antisémitisme[35].

Joseph Goebbels rapporte dans son journal personnel, le 19 février 1941 : « Antonescu est au gouvernement avec l'aide des francs-maçons et des ennemis de l'Allemagne. Nos minorités [allemandes en Transylvanie] ont la vie dure. Le Reich a fait un tel effort pour rien. »
Ainsi, Ion Antonescu apparaît comme un opportuniste qui a profité dans sa jeunesse, à l'époque de la Roumanie social-démocrate et pluraliste, des avantages de ce temps-là, puis, ultérieurement, à l'âge mûr, de la vague d'ultra-nationalisme et de l'antisémitisme montant en Europe et en Roumanie. Que ce soit par opportunisme ou par idéologie, Antonescu souhaitait « nettoyer la Roumanie de tous les Juifs » mais en « pleine souveraineté », sans interférence allemande. Ce faisant, il plaça nettement le gouvernement et l'armée au rang des bourreaux,,, ce que Traian Popovici dans son livre Confessions appelle « une tache indélébile sur la face de la nation », tache dont Antonescu était conscient mais dont il n'avait cure, comme en témoigne sa fameuse déclaration de l'été 1941 : « Peu m'importe si l'Histoire nous considère comme des barbares tant que c'est parmi les vainqueurs » (Îmi este totuna că intrăm în istorie ca barbari, dacă suntem printre învingători).

## Tentatives de réhabilitation
Dans la dernière décennie du régime communiste, Nicolae Ceaușescu, qui avait comme Antonescu, pris le titre officieux de Conducător (« guide »), utilise à son tour la symbolique identitaire de l'« ordre national » pour tenter de légitimer son pouvoir en s'appuyant sur des personnages historiques. Après la chute de Ceaușescu, les maîtres d'œuvre de son « national-communisme », Adrian Păunescu et Corneliu Vadim Tudor, soutiennent la réhabilitation d'Ion Antonescu et créent le Parti de la Grande Roumanie.
Dans un contexte de vide idéologique après l’effondrement du bloc de l'Est, le bilan du régime d'Antonescu et de ses crimes devient un enjeu politique et même économique, en raison des spoliations auxquelles il s'est livré. Les ex-apparatchiks ex-communistes ne sont pas favorables à des restitutions, car eux aussi sont bénéficiaires de spoliations : celles du régime communiste de Roumanie. Une partie d'entre eux choisit néanmoins le nationalisme comme idéologie de rechange, comme le journal România Mare, des écrivains comme Paul Goma ou Adrian Păunescu, des hommes politiques comme Corneliu Vadim Tudor et quelques historiens, qui tentent de minimiser les responsabilités personnelles d'Ion Antonescu. Ils le présentent comme un héros qui, à l'instar de Philippe Pétain, aurait « fait ce que l'on devait faire dans la situation de l'époque » et qui a liquidé, en janvier 1941, les « vrais » fascistes, les Légionnaires, après avoir gouverné avec eux.
La majorité des historiens, en revanche, décrit, archives à l'appui, un dirigeant qui aurait pu, comme ses homologues finlandais ou bulgares, éviter des crimes qu'il a pourtant ordonnés,,,,,,. Les défenseurs d'Ion Antonescu affirment que son sort serait injuste en comparaison de celui du maréchal finlandais Carl Mannerheim, qui, après la guerre, a été considéré comme un héros dans son pays, mais leur point de vue passe sous silence le fait que Mannerheim a limité son offensive contre l'URSS à la Carélie perdue en 1940 sans même tenter de conquérir Mourmansk comme le lui demandaient les Allemands, qu'il n'a pas participé à la Shoah ni ordonné à l'armée finlandaise de tuer des civils, et qu'il a finalement préservé l'indépendance de son pays, tandis qu'Antonescu, loin de se contenter de reprendre aux Soviétiques les provinces roumaines perdues en 1940, a envoyé l'armée roumaine au massacre jusqu'à Stalingrad, a accusé tous les Juifs indistinctement d'être des « agents du bolchévisme, ennemis de la nation », a ordonné à l'armée roumaine de les exterminer et n'a pas préservé son pays de l'invasion soviétique, commencée sous sa gouvernance par la seconde offensive Iași-Chișinău.
Ces mêmes défenseurs d'Ion Antonescu considèrent le coup d'État du roi Michel comme une « tragique erreur », affirmant que si le roi avait attendu un mois ou deux de plus pour que ce soit le maréchal lui-même qui demande l'armistice, les Alliés occidentaux se seraient avancés plus profondément vers l'Est de l'Europe, réduisant d'autant la zone d'influence soviétique. Ce point de vue ne tient pas compte de la seconde offensive Iași-Chișinău, qui était déjà en cours depuis trois jours, rendant inéluctable l'invasion rapide de la Roumanie par l'Union soviétique. De plus, la Roumanie n'était pas considérée comme co-belligérant Allié (cas de la Pologne) ni même comme pays ennemi ayant déposé les armes en attendant l'armistice (cas de la Bulgarie), mais comme pays ennemi (comme la Hongrie et l'Allemagne nazie), l'exposant ainsi au pire traitement. Dans tous les cas, la Roumanie, comme toute l'Europe de l'Est, avait perdu ses dernières chances d'éviter l'occupation soviétique dès l'hiver 1943, à la conférence de Téhéran, où Winston Churchill qui négociait en position de faiblesse, a du, pour garder la Grèce dans la zone d'influence britannique, renoncer aux prétentions britanniques sur les autres pays est-européens,.
Durant les années 1990, dans plusieurs communes de province et dans la ville transylvaine de Cluj, des maires ou des particuliers mettent Ion Antonescu à l'honneur avec des rues à son nom ou des statues ou bustes à son effigie. Mais l'ordonnance du gouvernement roumain du 13 mars 2002 visant à lutter contre le racisme, la xénophobie et l'antisémitisme, ordonne l'enlèvement des effigies d'Antonescu et le changement de nom des rues concernées,.
Dans les années 2000, à la demande du fils de Gheorghe Alexianu, ancien gouverneur de Transnistrie, et des cercles nationalistes, la sentence du 17 mai 1946 condamnant le groupe d'Ion Antonescu pour « crimes contre la paix » est attaquée devant la cour d'appel de Bucarest. Le 6 décembre 2006, la cour estime que les documents produits par les plaignants, inconnus lors du premier procès, notamment les protocoles secrets du pacte Hitler-Staline, justifient l'engagement d'Ion Antonescu contre l'URSS en 1941, et que, par conséquent, le « crime contre la paix » n'est pas établi, puisque la Roumanie, comme la Finlande, n'aurait eu aucune raison d'attaquer l'URSS si celle-ci n'avait pas d'abord envahi ses voisins. Pour les autres chefs d'accusation de 1946, la sentence de l'époque est confirmée,. Après appel du parquet, la Haute Cour de cassation et de justice de Roumanie rejette, le 6 mai 2008, la demande du 6 décembre 2006 visant à casser la sentence du 17 mai 1946 rendue par le Tribunal du peuple de Bucarest.
En 2004, le gouvernement roumain ratifie les conclusions de la « Commission internationale d'enquête sur l'Holocauste en Roumanie », nommée par Ion Iliescu, président de la Roumanie, et dirigée par Elie Wiesel, faisant état de la responsabilité objective d'Ion Antonescu dans la mort de 280 000 à 380 000 Juifs roumains ou soviétiques, en Roumanie ou dans les territoires occupés par son armée.
En février 2023, l'Université de Bucarest révoque le doctorat honoris causa qui avait été conféré à Ion Antonescu de son vivant.

## Décorations
Roumaines :
- Ordre de Michel le Brave 3e à 1re classe
- Ordre de la vertu militaire (en)
  - 2e classe (7 août 1941)
  - 1re classe (21 août 1941)

Allemandes :
- Croix de fer (1939)
  - 2e classe
  - 1re classe
- Croix de chevalier de la croix de fer
  - Croix de chevalier le 6 août 1941 en tant que Mareșal al României (« maréchal de la Roumanie »)
- Plaque de bras Crimée en Or
- Insigne de pilote-observateur avec diamants

Finlandaise :
- Grande croix de l'ordre de la Croix de la Liberté